# EuroCup Women
L'Eurocoppa (chiamata ufficialmente EuroCup Women) è una competizione di pallacanestro internazionale per club femminili, organizzata annualmente da FIBA Europe dal 2003. Ha sostituito la Coppa Ronchetti (1972-2002).
È la seconda competizione internazionale europea per le donne, dopo l'Eurolega.

## La competizione
La competizione prevede 32 squadre partecipanti (48 fino alla stagione 2009-2010, 36 nella stagione 2010-2011). Nel primo turno vengono divise in otto gironi. Le prime due classificate di ogni girone passano agli ottavi di finale. Le vincenti dei quarti di finale vanno alle semifinali, da dove usciranno le finaliste che si contenderanno il titolo con partite di andata - ritorno.

## Palmarès
| Anno    | Luogo (Final Four)           | Vincitrice                          | Finalista                    | Punteggio (gara 1 / gara 2)   |
| ------- | ---------------------------- | ----------------------------------- | ---------------------------- | ----------------------------- |
| 2003    | Samara                       | Pays d'Aix-en-Provence              | Las Palmas de Gran Canaria   | 80 - 71                       |
| 2003-04 | Istanbul                     | Baltiyskaya Zvezda Saint Petersburg | Szolnoki MÁV Coop            | 68 - 64                       |
| 2004-05 | Napoli                       | Phard Napoli                        | Fenerbahçe İstanbul          | 53 - 45                       |
| 2005-06 | finale disputata in due gare | Spartak Moscow Oblast               | Pays d'Aix-en-Provence       | 152 - 131 80 - *65 / *72 - 66 |
| 2006-07 | finale disputata in due gare | Dinamo Mosca                        | CA Faenza                    | 150 - 117 74 - *61 / *76 - 56 |
| 2007-08 | finale disputata in due gare | Beretta Famila Schio                | BC Moscow                    | 165 - 136 87* - 67 / 78 - *69 |
| 2008-09 | finale disputata in due gare | Galatasaray İstanbul                | Cras Basket Taranto          | 137 - 128 55 - *67 / *82 - 61 |
| 2009-10 | finale disputata in due gare | Sony Athinaikos                     | Nadezhda Orenburg            | 118 - 114 65 - *57 / 53 - *57 |
| 2010-11 | finale disputata in due gare | Elitzur Ramla                       | Arras Pays d'Artois          | 122 - 114 *61 - 61 / 61 - *53 |
| 2011-12 | finale disputata in due gare | Dinamo Kursk                        | Kayseri Kaski Spor           | 130 - 121 55 - *69 / *75 - 52 |
| 2012-13 | finale disputata in due gare | Dinamo Mosca                        | Kayseri Kaski Spor           | 136 - 135 *66 - 61 / 70 - *74 |
| 2013-14 | finale disputata in due gare | Dinamo Mosca                        | Dinamo Kursk                 | 158 - 150 *97 - 65 / 61 - *85 |
| 2014-15 | finale disputata in due gare | ESBVA-LM                            | Castors Braine               | 137 - 121 *64 - 68 / 73 - *53 |
| 2015-16 | finale disputata in due gare | Bourges Basket                      | ESBVA-LM                     | 105 - 93 51 - *40 / *54 - 53  |
| 2016-17 | finale disputata in due gare | Yakın Doğu Üniversitesi             | Agü Spor Kayseri             | 136 - 127 73 - *69 / *63 - 58 |
| 2017-18 | finale disputata in due gare | Galatasaray İstanbul                | Umana Reyer Venezia          | 155 - 140 *90 - 68 / 65 - *72 |
| 2018-19 | finale disputata in due gare | Nadezhda Orenburg                   | BLMA                         | 146 - 132 *71 - 75 / 75 - *57 |
| 2019-20 | non assegnata                | non assegnata                       | non assegnata                | non assegnata                 |
| 2020-21 | Szekszárd                    | Valencia BC                         | Umana Reyer Venezia          | 82 - 81                       |
| 2021-22 | Bourges                      | Tango Bourges Basket                | Umana Reyer Venezia          | 74 - 38                       |
| 2022-23 | finale disputata in due gare | LDLC ASVEL                          | Galatasaray Cagdas Factoring | 180 - 113 *95 - 56 / 85 - *57 |
| 2023-24 | finale disputata in due gare | London Lions                        | Beşiktaş JK                  | 149 - 145 68 - *75 / *81 - 70 |
| 2024-25 | finale disputata in due gare | Villeneuve-d'Ascq                   | BAXI Ferrol                  | 162 - 145 78 - *75 / 84* - 70 |

Note:
* punteggio della squadra che gioca in casa

## Vittorie per squadra
| Vittorie | Squadre                             | Anno             |
| -------- | ----------------------------------- | ---------------- |
| 3        | Dinamo Mosca                        | 2007, 2013, 2014 |
| 2        | Galatasaray İstanbul                | 2009, 2018       |
| 2        | Bourges Basket                      | 2016, 2022       |
| 2        | ESBVA-LM                            | 2015, 2025       |
| 1        | Pays d'Aix-en-Provence              | 2003             |
| 1        | Baltiyskaya Zvezda Saint Petersburg | 2004             |
| 1        | Phard Napoli                        | 2005             |
| 1        | Spartak Moscow Oblast               | 2006             |
| 1        | Beretta Famila Schio                | 2008             |
| 1        | Sony Athinaikos                     | 2010             |
| 1        | Elitzur Ramla                       | 2011             |
| 1        | Dinamo Kursk                        | 2012             |
| 1        | Yakın Doğu Üniversitesi             | 2017             |
| 1        | Nadezhda Orenburg                   | 2019             |
| 1        | Valencia BC                         | 2021             |
| 1        | LDLC ASVEL                          | 2023             |
| 1        | London Lions                        | 2024             |